# Кодзіма Хіромі
Хіромі Кодзіма (яп. 小島 宏美, нар. 12 грудня 1977, Ноґата) — японський футболіст, що грав на позиції півзахисника.
Виступав, зокрема, за клуб «Гамба Осака», а також національну збірну Японії.

## Клубна кар'єра
У дорослому футболі дебютував 1996 року виступами за команду клубу «Гамба Осака», в якій провів шість сезонів, взявши участь у 131 матчі чемпіонату.  Більшість часу, проведеного у складі «Гамби», був основним гравцем команди.
Згодом з 2002 по 2005 рік грав у складі команд клубів «Консадолє Саппоро», «Омія Ардія», «Ойта Трініта» та «Віссел Кобе».
Завершив професійну ігрову кар'єру у друголіговому клубі «Ґіфу», за команду якого виступав протягом 2006—2008 років.

## Виступи за збірну
2000 року провів один офіційний матч у складі національної збірної Японії. 